# ブラショヴ市電
ブラショヴ市電（ルーマニア語: Tramvaiul din Braşov）は、かつてルーマニアの都市であるブラショヴに存在した路面電車。1987年から営業運転を開始したが、施設の老朽化のため2006年に廃止された。この項目では、それ以前にブラショヴに存在したスチームトラムを用いた軌道交通についても解説する。

## 概要・歴史
ブラショヴ市内における最初の軌道交通は、ブラショヴ地方鉄道（Societatea Căilor Ferate Vicinale Braşov）によって建設が行われたスチームトラムを用いた路線であった。同線は郊外へ延びる路線の一部がブラショヴ市内の道路上を通る形で敷設され、最高速度は郊外区間が20 km/hであったのに対し、市内の併用軌道区間は10 km/hであった。当時のルーマニアにはブカレストを始め各地の都市に馬車鉄道が存在したものの、それ以外の動力を用いたのはこのブラショヴ市内の路線が初めてであった。第一次世界大戦以降も存続したが、煤煙や騒音などが問題視された結果、1932年までに廃止された。
このスチームトラムの廃止後、共産主義時代のブラショヴの公共交通の主力は路線バス等の自動車であったが、1980年代に入るとルーマニアの国策により石油の輸入を抑えるため各都市に路面電車の投入が進められるようになった。そしてブラショヴでも1987年8月23日、全長6.7 kmの路面電車路線である101号線が開通した。
開業当初はルーマニアの国産路面電車であるV3A（3車体連接車）やV2A（2車体連接車）が使用され、ルーマニア民主化後の1990年代後半以降はドイツ各都市から譲渡された車両が多数導入された。その一方でブラショヴ市電を始めとした1980年代に建設された路面電車路線は迅速かつ安価での建設が実施された事から軌道や施設の劣化も早く進み、更に保守や修繕工事も行われていなかった事で、末期には脱線事故を防ぐため最高速度は僅か10 km/hに制限されていた他、騒音や振動も大きな問題となっていた。
そして、これらの施設の保守に高額な費用がかかる事から、最終的にブラショヴ市電自体を廃止する事が決定し、2006年11月をもってトロリーバスへ置き換えられた。その後車両や施設は撤去され、スクラップとして売却された。

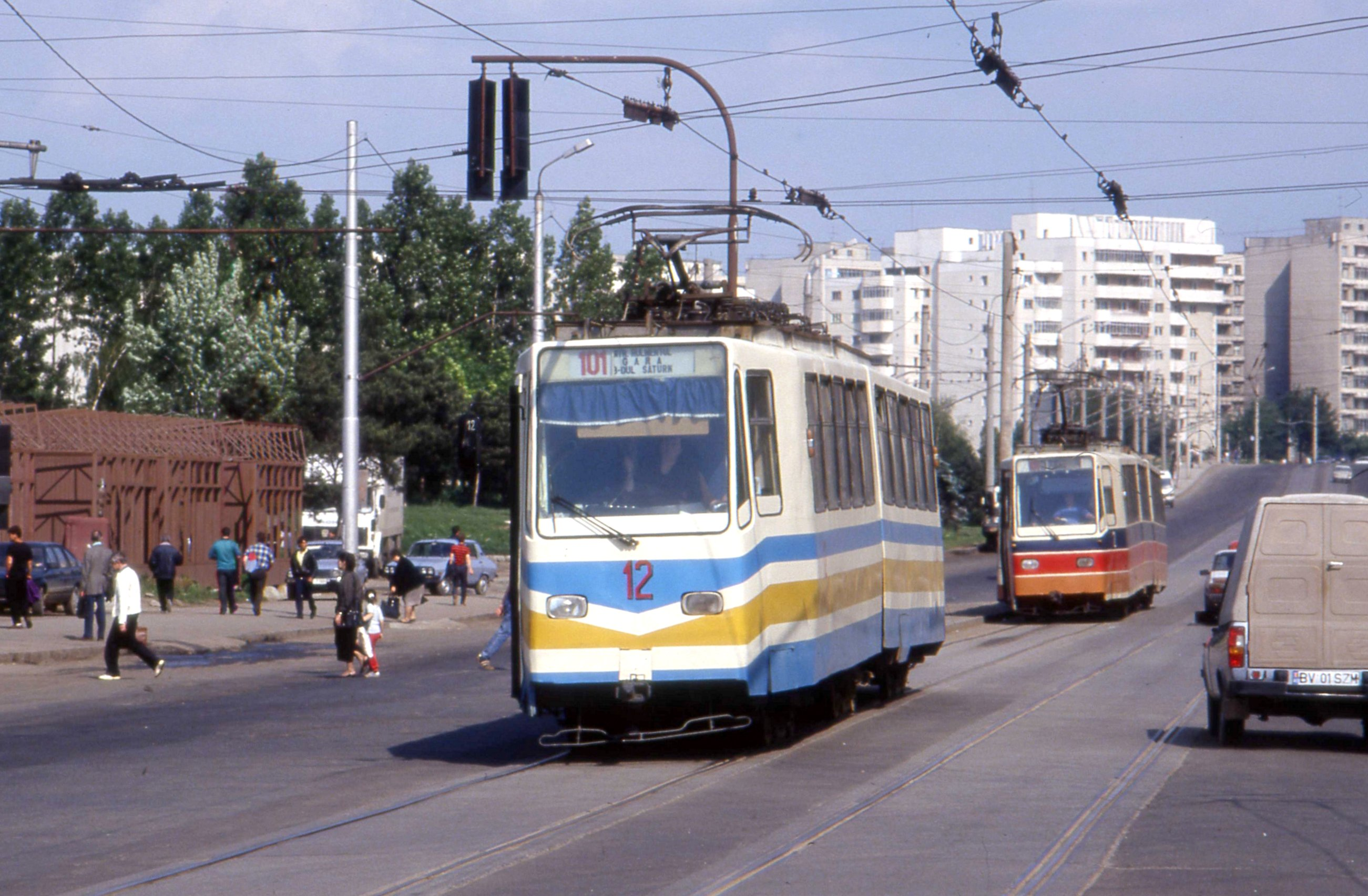
V2A （1994年撮影）
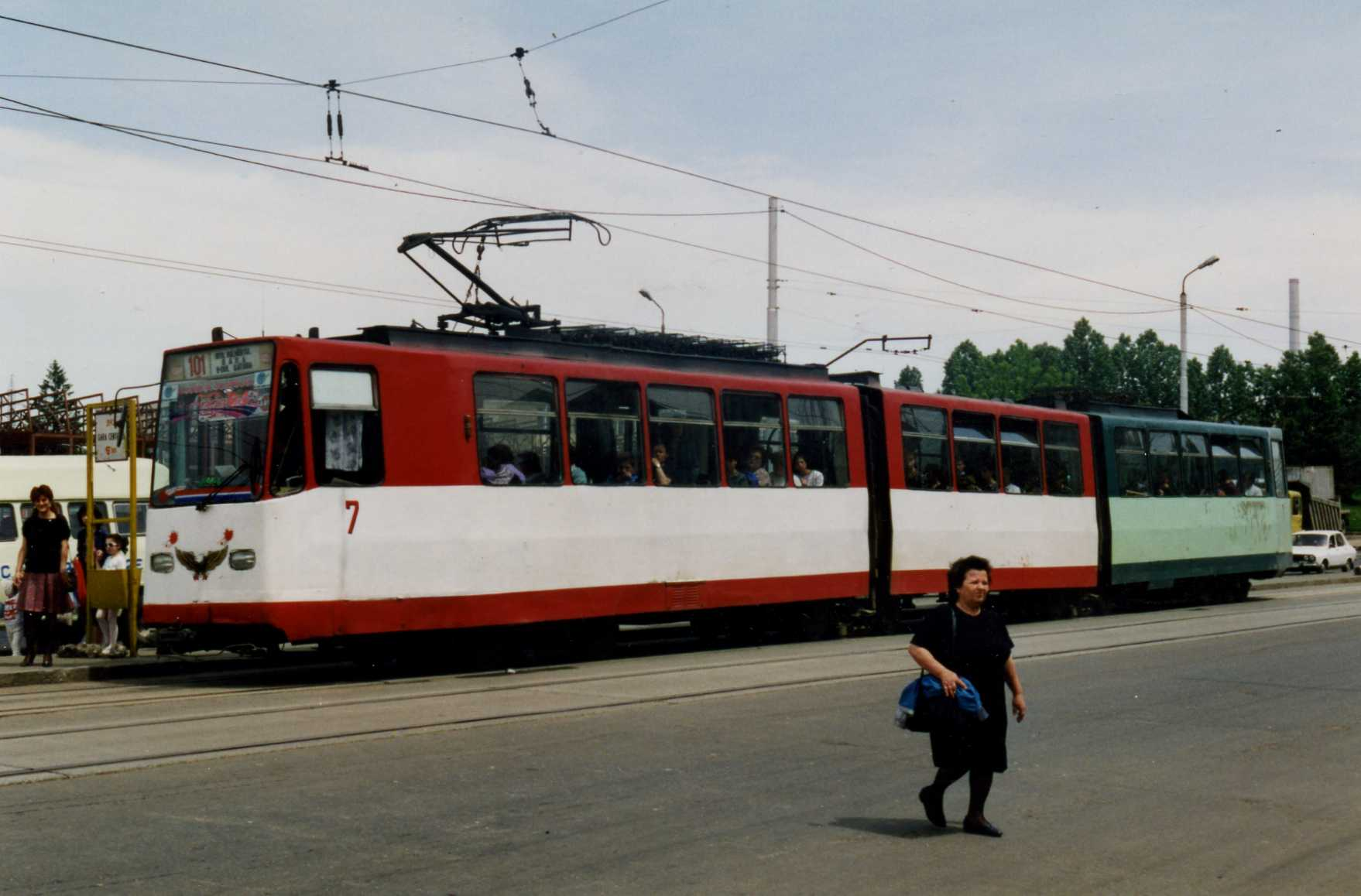
V3A （1994年撮影）
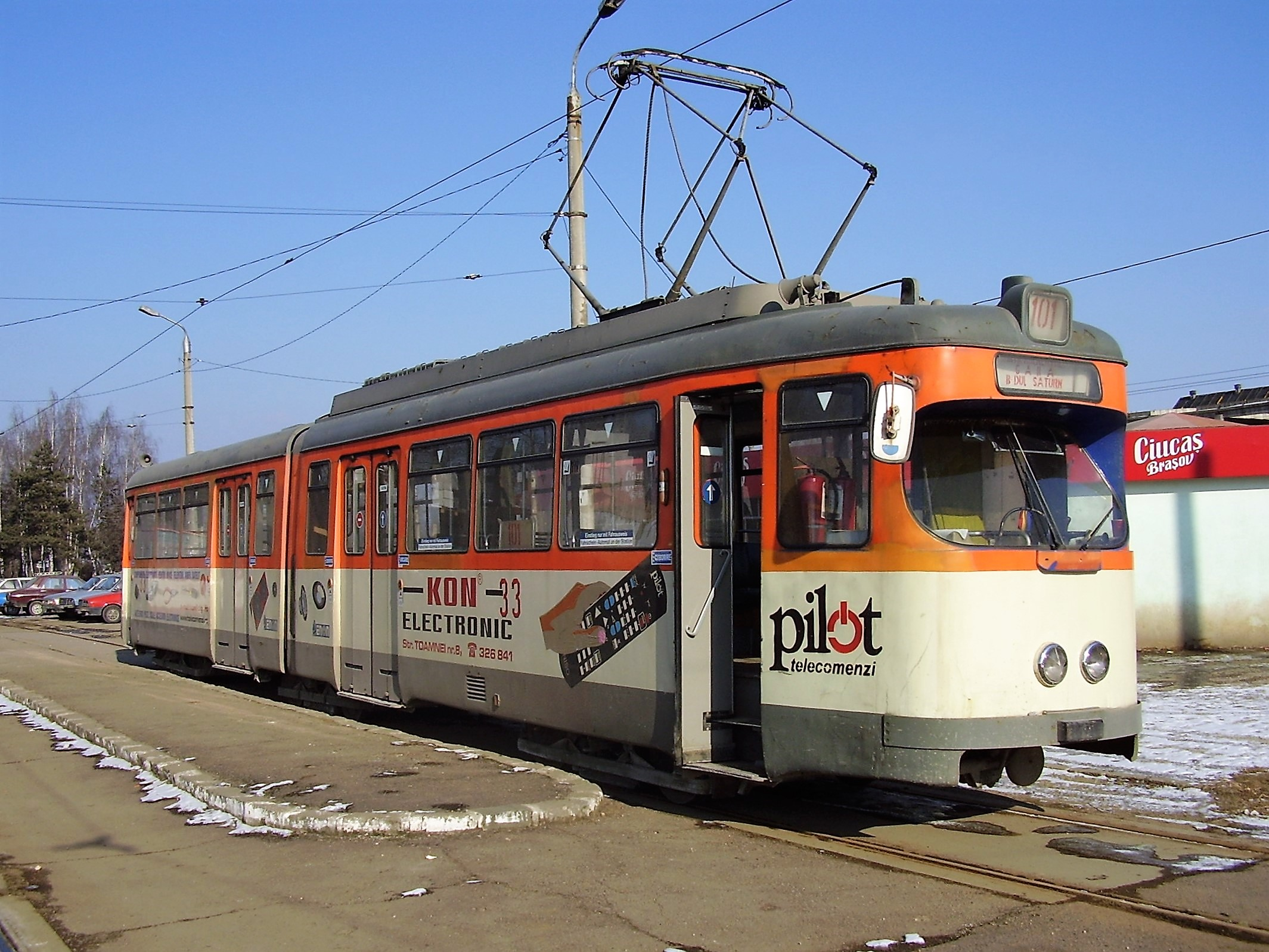
M形（ドイツからの譲渡車両） （2006年撮影）
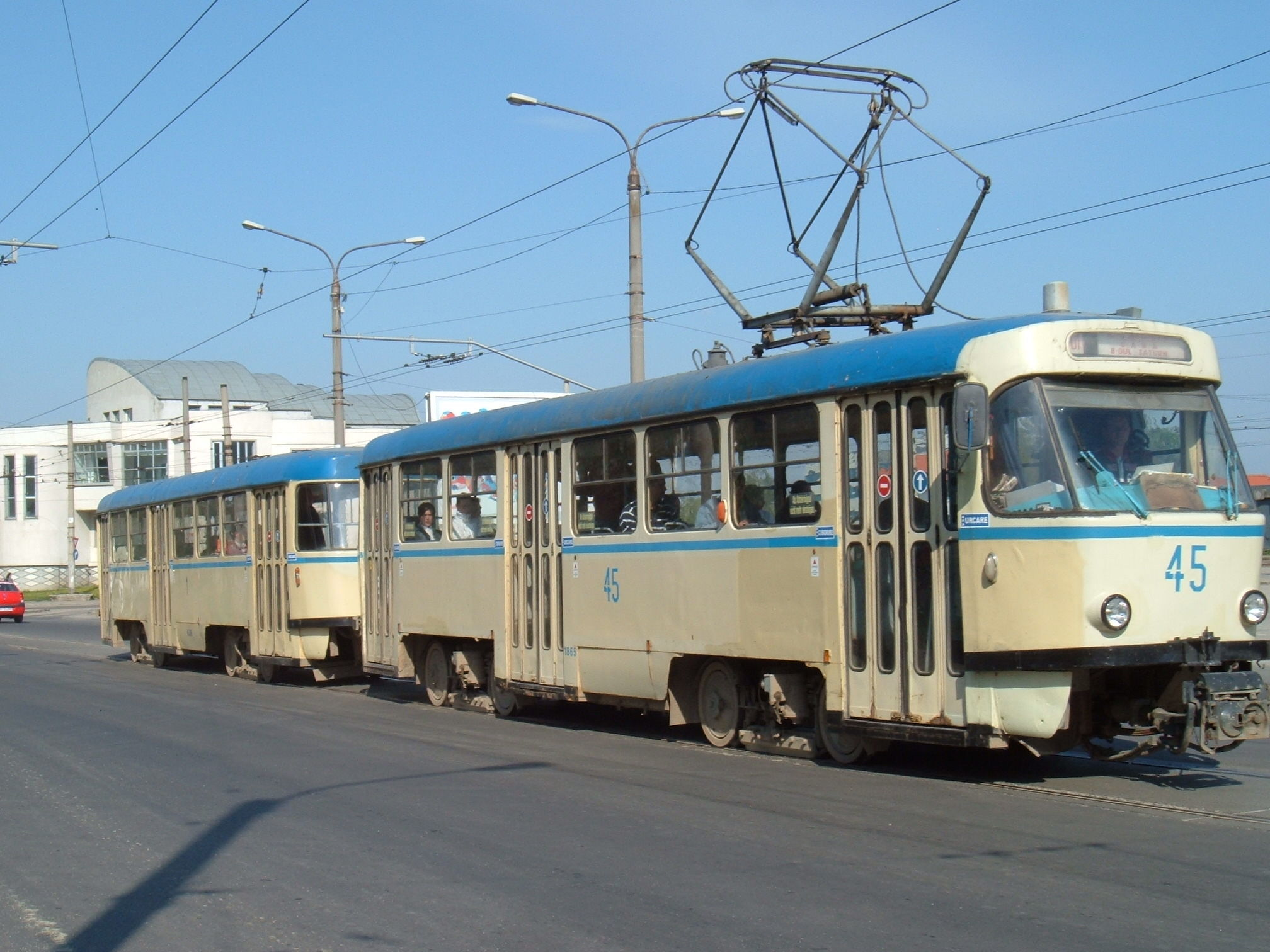
T4 + B4（ドイツからの譲渡車両） （2006年撮影）